# Plagithmysus dodonaeae
Plagithmysus dodonaeae är en skalbaggsart som först beskrevs av Otto Herman Swezey 1946.  Plagithmysus dodonaeae ingår i släktet Plagithmysus och familjen långhorningar. Inga underarter finns listade i Catalogue of Life.

## Bildgalleri

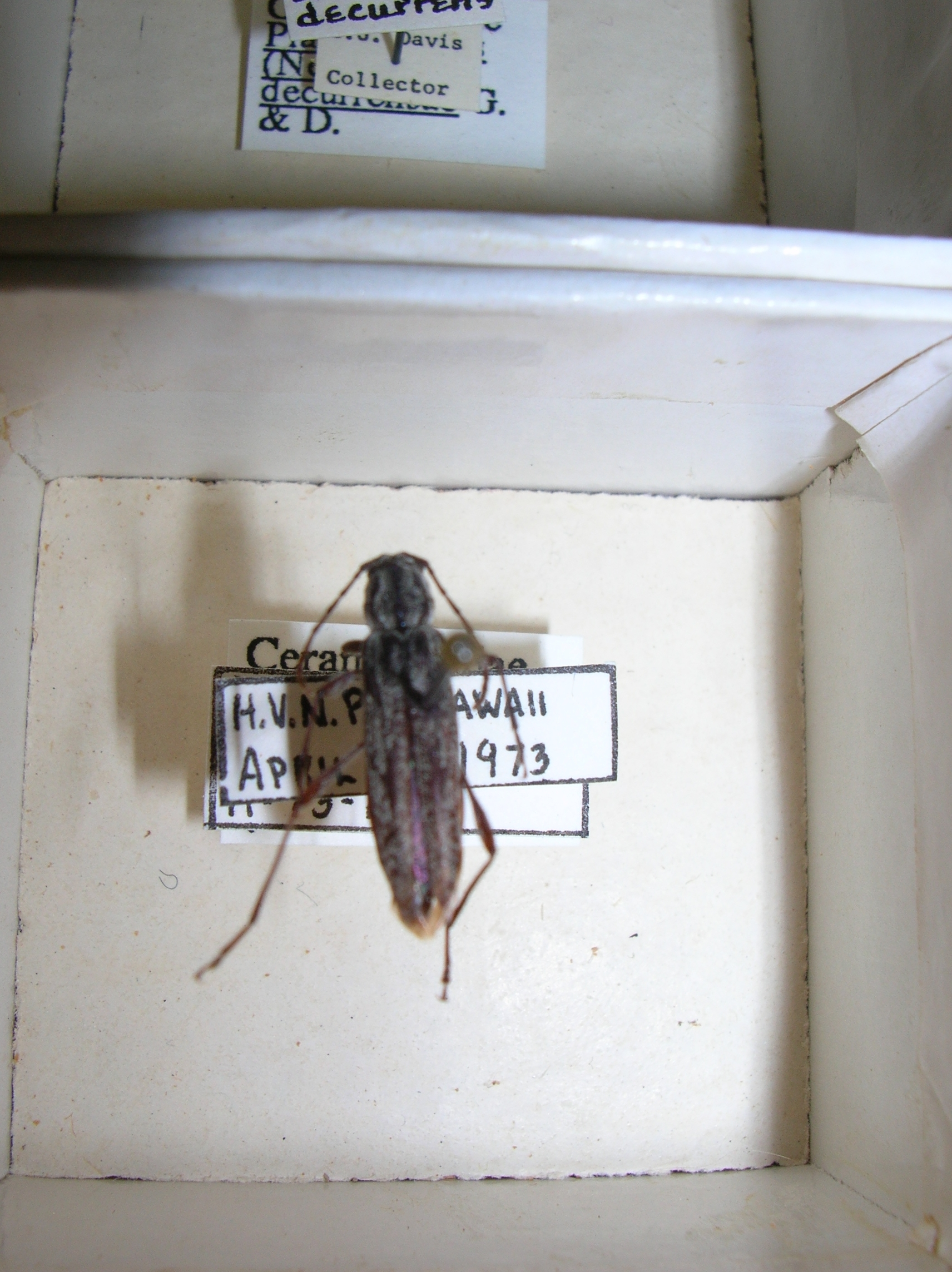